# Półwysep Jankowskiego
Półwysep Jankowskiego (ros. Полуостров Янковского) – półwysep w Rosji, na południu Kraju Nadmorskiego, nad Morzem Japońskim. Położony na zachodnim wybrzeżu Zalewu Piotra Wielkiego, oddziela Zatokę Narwa i Łabędzią Lagunę od Zalewu Słowiańskiego. W zachodniej części połączony z lądem niskim bagnistym przesmykiem. Od północno-wschodniej strony półwysep oblewają wody zatoki Gieka, od południowo-wschodniej – zatoki Tabunnaja, od południowo-zachodniej – zatoki Siewiernaja. Punktem najdalej wysuniętym na północ jest cypel Brinera, na zachód – cypel Kuprianowa. Na południe od półwyspu położone są wyspy Sidorowa i Gierasimowa, na wschód – Wyspa Królicza. Na półwyspie znajduje się wiele niewielkich strumieni.
Dominuje krajobraz górzysty, najwyższy punkt 248 m n.p.m. Wybrzeże strome, skaliste, w północno-zachodniej części płaskie, częściowo zalewane. W morzu u wybrzeży półwyspu liczne głazy.

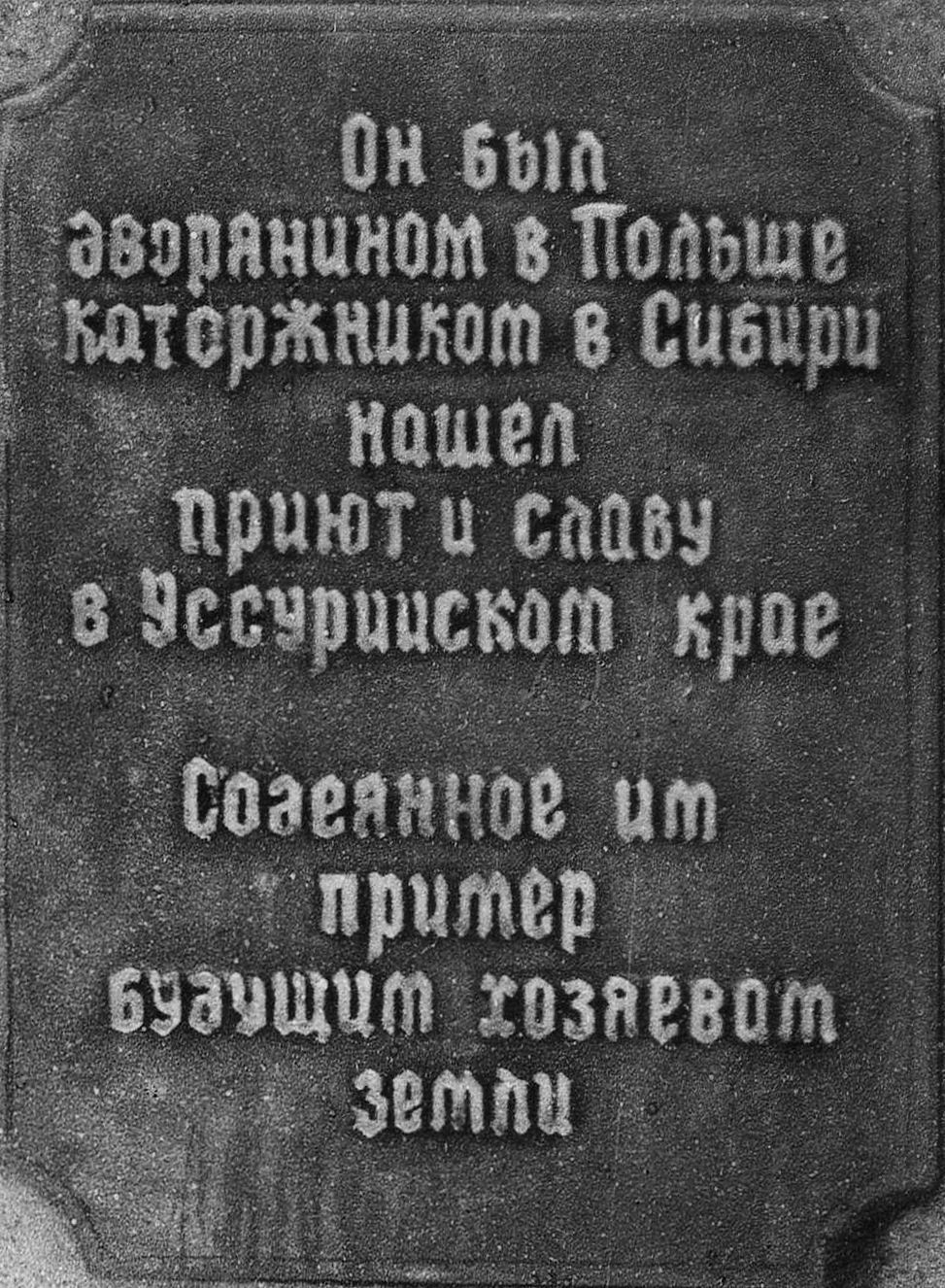
Napis na pomniku Michała Jankowskiego głosi: Był szlachcicem w Polsce, zesłańcem na Syberii, dom i sławę znalazł w Kraju Ussuryjskim. To co zebrał niech będzie przykładem dla przyszłych gospodarzy tej ziemi

W północno-wschodniej części półwyspu, na brzegach zatok Gieka i Narwa znajduje się wioska Bezwierchowo.
Półwysep początkowo nosił nazwę Sidemi, następnie został przemianowany na cześć zesłanego za udział w powstaniu styczniowym na Syberię Michała Jankowskiego, polskiego pioniera rosyjskiego Dalekiego Wschodu, przyrodnika i hodowcy, który założył i rozwinął gospodarstwo hodowlane na półwyspie.